# علي المضف
الدكتور علي فهد المضف (1960 - ) سياسي كويتي، شغل منصب وزير التربية ووزيرالتعليم العالي منذ 14 ديسمبر 2020 حتى 2 مارس 2021. وعُين مرة أخرى بمرسوم أميري وزيرًا للتربية مُنذ 2 مارس 2021 حتى الآن. وفي 28 ديسمبر 2021 عُيّن بمرسوم أميري وزيرًا للتعليم العالي والبحث العلمي إضافة لمنصب وزير التربية.

## نُبذة
حاصل على الدكتوراه عام 2000، وعلى الماجستير عام 1988 في هندسة ميكانيكية، وعلى بكالوريوس هندسة صناعيّة عام 1983 من الولايات المتحدة الأمريكية.
كان عضو مجلس إدارة جهاز الاعتماد الأكاديمي 2017-2014، وعضو مجلس إدار ة الهيئة العامة للصناعة 2006 – 2012، ونائب رئيس مجلس إدارة الهيئة العامة للبيئة العلمية 2006 – 2012، وعضو مجلس الأمناء في معهد الكويت للأبحاث العلمية 2006 – 2012، بالإضافة لعضوية مجلس إدارة منظمة الخليج للا ستشارات الصناعية 2006 – 2012، وعضوية اللجنة العليا المنظمة للمؤتمر الدولي للهندسة الميكانيكية في الكويت 2004، وأيضًا كان رئيس فريق عمل منظومة المؤهلات المهنية عام 2004، والمدير العام للهيئة العامة للصناعة في عام 2006، ومدير هيئة التعليم التطبيقي في 27 مارس 2018 حتى تعيينه وزيرًا للتربية، ووزيرًا للتعليم العالي.